# Division d'Aoste
1815–1847
Entités précédentes :
- Département de la Doire
Arrondissement d'Aoste

Entités suivantes :
- Division de Turin

La division d'Aoste est une ancienne division administrative au sein du royaume de Sardaigne ayant pour chef-lieu la ville d'Aoste.

## Histoire
La division d'Aoste est créée à la suite du congrès de Vienne et remplace l'ancien arrondissement d'Aoste au sein du département de la Doire. Elle comprenait une seule province, celle d'Aoste.
Elle est supprimée en 1847 dans le cadre de la réforme territoriale mise en place par le royaume de Sardaigne, et son territoire est alors intégré dans la division de Turin.